# Josh Huerta
Josh Huerta   (Perú, 1992) és un ballarí, coreògraf, actor i cantant peruà i espanyol. És conegut per haver acompanyat la cantant Chanel Terrero en el Festival de la Cançó d'Eurovisió 2022 en tant que dansaire. Ha treballat amb artistes com ara Luis Fonsi, Abraham Mateo, Maluma, Dua Lipa i Nia Correia, i ha participat en diverses campanyes publicitàries a escala internacional.
Criat a Madrid d'ençà dels 13 anys, la seva primera inspiració va ser el programa Fama, ¡a bailar!, mercès al qual va decidir d'inscriure's a classes de ball. Havent-se format al conservatori local i més tard a Los Angeles, Londres i París, als 19 anys va viatjar de gira 3 mesos a la Xina amb el seu grup de ball. En retornar, va entrar com a ballarí al musical Hoy No Me Puedo Levantar i a programes com ara Tu cara me suena o La Voz. D'afegitó, va formar part del cos de ball de les Spice Girls a llur darrera gira el 2019.